# Elizabeth Beisel
Elizabeth Beisel née le 18 août 1992 à Saunderstown est une nageuse américaine. Elle était la plus jeune membre de l'équipe de natation américaine lors des Jeux olympiques de Pékin.

## Biographie
À l'âge de 14 ans elle participe aux championnats du monde de natation 2007 à Melbourne. Elle se qualifie pour la demi-finale du 200 m dos ou elle réalise le 12e temps. 
Aux Jeux olympiques de Pékin, elle s'aligne dans deux épreuves. Tout d'abord au 400 mètres quatre nages où elle se classe 4e lors de la finale ; puis au 200 m dos terminant à la 5e place de la finale. 
Aux championnats du monde de natation 2009 à Rome, elle remporte la médaille de bronze au 200 m dos. 
En 2011, lors des Mondiaux de Shanghai, elle remporte la médaille d'or sur 400 m 4 nages en 4 min 31 s 78. Elle décroche à cette occasion son premier titre de championne du monde.
En 2019, elle participe à l'émission Survivor : Island of the Idols, dont elle termine à la 9ème place.

## Palmarès

### Jeux olympiques
- Jeux olympiques d'été de 2012 à Londres (Royaume-Uni) :
  -  Médaille d'argent sur 400 m 4 nages
  -  Médaille de bronze sur 200 m dos.

### Championnats du monde
- Championnats du monde 2009 à Rome (Italie) :
  -  Médaille de bronze sur 200 m dos.

- Championnats du monde 2011 à Shanghai (Chine) :
  -  Médaille d'or sur 400 m 4 nages.

- Championnats du monde 2013 à Barcelone (Espagne) :
  -  Médaille de bronze sur 400 m 4 nages.

## Référence
1. ↑  « nbcolympics.com/athletes/athle… »(Archive.org • Wikiwix • Archive.is • Google • Que faire ?).
2. ↑  « 400 m 4 nages : Elizabeth Beisel championne du monde », sur opl.fr, 31 juillet 2011.